# Phrudocentra aeretincta
Phrudocentra aeretincta är en fjärilsart som beskrevs av W. Warren 1904. Phrudocentra aeretincta ingår i släktet Phrudocentra och familjen mätare. Inga underarter finns listade i Catalogue of Life.